# Município de Leesburg (condado de Union, Ohio)
O município de Leesburg (em inglês: Leesburg Township) é um município localizado no condado de Union no estado estadounidense de Ohio. No ano de 2010 tinha uma população de 1.414 habitantes e uma densidade populacional de 17,97 pessoas por km².

## Geografia
O município de Leesburg encontra-se localizado nas coordenadas 40° 20′ 30″ N, 83° 18′ 11″ O. Segundo a Departamento do Censo dos Estados Unidos, o município tem uma superfície total de 78.69 km², da qual 77,85 km² correspondem a terra firme e (1,07 %) 0,84 km² é água.

## Demografia
Segundo o censo de 2010, tinha 1.414 habitantes residindo no município de Leesburg. A densidade populacional era de 17,97 hab./km². Dos 1.414 habitantes, o município de Leesburg estava composto pelo 97,24 % brancos, o 0,21 % eram afroamericanos, o 0,14 % eram amerindios, o 0,85 % eram asiáticos, o 0,07 % eram insulares do Pacífico e o 1,49 % eram de uma mistura de raças. Do total da população o 0,71 % eram hispanos ou latinos de qualquer raça.